# B. B. King & Friends: 80
B. B. King & Friends: 80 è un album discografico in studio dell'artista blues B.B. King, pubblicato nel 2005 che ha vinto il Grammy Award for Best Traditional Blues Album.

## Tracce
1. Early in the Morning - 4:50 (con Van Morrison)
2. Tired of Your Jive - 3:53 (con Billy Gibbons)
3. The Thrill Is Gone - 5:03 (con Eric Clapton)
4. Need Your Love So Bad - 3:58 (con Sheryl Crow)
5. Ain't Nobody Home - 3:52 (con Daryl Hall)
6. Hummingbird - 4:42 (con John Mayer)
7. All Over Again - 4:54 (con Mark Knopfler)
8. Drivin' Wheel - 4:20 (con Glenn Frey)
9. There Must Be a Better World Somewhere - 6:50 (con Gloria Estefan)
10. Never Make Your Move Too Soon - 4:59 (con Roger Daltrey)
11. Funny How Time Slips Away - 4:09 (con Bobby Bland)
12. Rock This House - 3:07 (con Elton John)
13. Early in the Morning  (BB Solo Alt Version)